# Acción social
En sociología, acción social se refiere a toda acción o actividad que tenga un sentido para quienes la realizan, afectando o no, la conducta de otros, y cuya orientación o inspiración es de tipo altruista y desinteresado. Una acción es social siempre y cuando sea consciente, dirigida a otros, en espera de respuesta y hecha en forma subjetiva.
Según Talcott Parsons, el actor dirige su acción hacia un fin dentro de un marco limitado. Según Raymond Boudon, el actor busca optimizar sus decisiones en función de las limitaciones del sistema social. Según Émile Durkheim, las formas en que actúan los actores son producto de hechos sociales anteriores y externos a los individuos. Según Pierre Bourdieu, la acción obedece a una lógica práctica y los actores están dotados de un sentido práctico.

## Acción y sociología
La acción individual se ve influenciada por la percepción de cada sujeto y cuando dicha acción influye, de alguna forma en la acción de los demás es una acción social.  
Según Max Weber, la sociología es una ciencia que procura la comprensión e interpretación de la acción social para, desde ella, conseguir una explicación causal tanto del curso de la propia acción social como de sus efectos. Marx, en su Manifiesto del Partido Comunista entiende a  la acción social en términos de lucha de clases. Por su parte, Comte, destacó que la instrucción metafísica y literaria “ejerce una acción social muy perturbadora en las clases ilustradas" y que se haría mucho más peligrosa si se extendiera a los proletariados. 
Herbert Spencer aseveraba que la gran masa de los individuos es la que produce la acción social, y aunque admitía que la suma de Acción Social de una sociedad poco numerosa no puede compararse con la de una sociedad grande, defendía la idea que la aceptación indiscutida de los efectos de la acción social es la consecuencia natural de la espera colectiva de estos resultados.
Durkheim, partidario de la filosofía positivista y crítico del evolucionismo social anglosajón, compartió junto a Comte la idea de que solo una élite es capaz de apreciar el origen y orientación de la fuerza colectiva ejercida por y sobre la sociedad.  Al respecto escribió: “la acción social sigue caminos demasiados desviados y demasiados oscuros, emplea mecanismos psíquicos demasiados complejos para que el observador vulgar pueda percibir de donde proviene”.

## Formas de acción social
Max Weber, en el comienzo de su obra Economía y Sociedad (1921), identifica cuatro formas de acción social como tipos ideales: 
- Tradicional (costumbre); Son acciones determinadas por una costumbre arraigada del individuo.
- Afectiva (emocional); De carácter principalmente irracional guiada por afectos y estados sentimentales. La acción afectiva constituye un momento posterior en el proceso de racionalización, y su contenido es la pasión individual. En su propia descarga afectiva, la conciencia subjetiva rompe con la rutina tradicional y, afirmándose como subjetividad, se pone en camino de la autoconciencia racional.
- Racional con arreglo a valores; Determinada por principios o normas morales. La racionalidad con arreglo a valores implica a la colectividad y corresponde con formaciones intelectuales tales como la ideología o la ética (determinada por la creencia en el valor ético, o de cualquier otro tipo, y determinada conducta, sin relación alguna con el resultado). Cuando la razón subjetiva es autoconsciente de sus fines individuales, la realidad deviene instrumental; es el momento de la acción racional con arreglo a fines, en la que su forma teórica es la ciencia, susceptible de aplicación tecnológica.
- Racional con arreglo a fines; Acción racional para lograr un fin establecido.[3]

Otros autores en áreas de la sociología dan una orientación diferente que tienen que ver entre sí con la racionalidad del actor y con la teoría del intercambio. El funcionalismo, por ejemplo, ve limitada la acción social por las normas y valores, que es una teoría de determinación estructural del sistema social, y que quizás solo sean 'condicionantes estructurales' y hasta solamente de índole artificial o manipulado, pero que inhiben al sujeto de la acción y un caso típico son los problemas de alimentación humana en la periferia, peor dotada, o en el tercer mundo.

## Tipos
1. Acciones racionales (también conocidas como acciones valor-racionales, wertracionales): acciones que se llevan a cabo porque conducen a un objetivo valorado, pero sin pensar en sus consecuencias y, a menudo, sin considerar la idoneidad de los medios elegidos para alcanzarlo ('el fin justifica los medios'). La acción social valorativa o instrumentalmente racional se divide en dos grupos: consideración racional y orientación racional.  La consideración racional es cuando los resultados secundarios se tienen en cuenta racionalmente. También se considera un medio alternativo cuando las consecuencias secundarias han terminado.  Determinar este medio de acción es bastante difícil e incluso incompatible.  La orientación racional es ser capaz de reconocer y comprender ciertos medios en condiciones comunes. Según Weber, a los actores heterogéneos y a los grupos que compiten, les resulta difícil decantarse por un determinado medio y comprender la acción social común;
2. Acción instrumental (también conocida como relación de valor, instrumentalmente racional, meta-instrumental, zweckracional): acciones que se planifican y se llevan a cabo después de evaluar la meta en relación con otras metas, y después de considerar a fondo varios medios (y consecuencias) para alcanzarla. Un ejemplo sería el de un estudiante de secundaria que se prepara para ser abogado.  El estudiante sabe que, para entrar en la universidad, debe hacer los exámenes adecuados y rellenar los formularios apropiados para entrar en la universidad y, a continuación, hacerlo bien en la universidad para entrar en la facultad de derecho y, en última instancia, realizar su objetivo de convertirse en abogado.  Si el estudiante opta por no hacerlo bien en la universidad, sabe que será difícil entrar en la escuela de derecho y, en última instancia, lograr el objetivo de ser un abogado. Por lo tanto, el estudiante debe tomar las medidas adecuadas para alcanzar el objetivo final.

Otro ejemplo sería la mayoría de las operaciones de económica.  La relación de valor se divide en los subgrupos de órdenes y demandas.  Según la ley, las personas reciben mandatos y deben utilizar todo el sistema de leyes privadas para romper el gobierno central o la dominación en los derechos legales que posee un ciudadano. Las demandas pueden estar basadas en la justicia o en la dignidad humana sólo por moralidad. Estas demandas han planteado varios problemas, incluso el formalismo legal ha sido puesto a prueba.  Estas demandas parecen pesar sobre la sociedad y a veces pueden hacer que se sientan inmorales.
El enfoque de elección racional de la religión establece una estrecha analogía entre la religión y la economía de mercado. Las empresas religiosas compiten entre sí para ofrecer productos y servicios religiosos a los consumidores, que eligen entre las empresas. En la medida en que haya muchas empresas religiosas compitiendo entre sí, tenderán a especializarse y a atender las necesidades particulares de algunos segmentos de consumidores religiosos. Esta especialización y atención aumentan a su vez el número de consumidores religiosos que participan activamente en la economía religiosa. Esta proposición se ha confirmado en varios estudios empíricos.
Es bien sabido que las iglesias estrictas son fuertes y están creciendo en los Estados Unidos contemporáneos, mientras que las liberales están disminuyendo. Para Iannaccone la experiencia religiosa es un bien colectivo producido conjuntamente. Así, los miembros de una iglesia se enfrentan a un problema de acción colectiva. Las iglesias estrictas, que a menudo imponen requisitos costosos y esotéricos a sus miembros, son capaces de resolver este problema eliminando a los posibles "free riders", ya que sólo los más comprometidos se unirían a la iglesia ante tales requisitos. En consonancia con la idea de que la experiencia religiosa es un bien colectivo, Iannaccone et al. muestran que las iglesias que extraen más recursos de sus miembros (en forma de tiempo y dinero) tienden a aumentar su número de miembros.
1. Acción afectiva (también conocida como acciones emocionales): acciones que se realizan debido a las 'emociones propias, para expresar sentimientos personales. Por ejemplo, aplaudir tras una victoria o llorar en un funeral serían acciones afectivas.  La afectividad se divide en dos subgrupos: la reacción incontrolada y la tensión emocional.  En la reacción incontrolada no hay contención y hay falta de discreción.  Una persona con una reacción incontrolada es menos proclive a considerar los sentimientos de los demás tanto como los suyos propios.  La tensión emocional proviene de la creencia básica de que una persona es indigna o impotente para obtener sus aspiraciones más profundas.  Cuando las aspiraciones no se cumplen, se produce un malestar interno.  A menudo es difícil ser productivo en la sociedad debido a la vida insatisfecha. A menudo se descuida la emoción debido a los conceptos que constituyen el núcleo de la teoría del intercambio. Un ejemplo común son los supuestos del comportamiento y la elección racional. Desde el punto de vista conductual, las emociones suelen ser inseparables de los castigos.

Emoción: Las emociones son los sentimientos de uno en respuesta a una determinada situación.  Hay seis tipos de emociones: las emociones sociales, las emociones contrafactuales, las emociones generadas por lo que puede ocurrir (a menudo manifestadas como ansiedad), las emociones generadas por la alegría y la pena (ejemplos que se encuentran en las respuestas que se observan típicamente cuando un estudiante obtiene una buena nota, y cuando una persona está en un funeral, respectivamente), las emociones desencadenadas por el pensamiento (a veces manifestadas como flashbacks), y finalmente las emociones de amor y asco. Todas estas emociones se consideran no resueltas. Hay seis características que se utilizan para definir las emociones: objetos intencionales, valencia, antecedentes cognitivos, excitación fisiológica, tendencias de acción y, por último, expresiones fisiológicas. Estos seis conceptos fueron identificados por Aristóteles y siguen siendo el tema de varias charlas.
Teoría macroinstitucional del orden económico: Nicole Biggart y Thomas Beamish tienen un enfoque ligeramente diferente del hábito humano que Max Weber. Mientras que Weber creía que la organización económica se basa en estructuras de interés material e ideas, los sociólogos institucionales como Biggart y Beamish hacen hincapié en las fuentes macroinstitucionales de los acuerdos del capitalismo de mercado.
Las teorías micrológicas de la economía consideran los actos de un grupo de individuos. La teoría económica se basa en el supuesto de que cuando el mejor postor tiene éxito el mercado se despeja. Las teorías microeconómicas creen que los individuos van a encontrar la forma más barata de comprar las cosas que necesitan. Al hacerlo, hace que los proveedores sean competitivos y, por tanto, crea un orden en la economía.
1. Por otro lado, los teóricos de la elección racional creen que toda acción social está motivada racionalmente.  Racionalidad significa que las acciones tomadas son analizadas y calculadas para la mayor cantidad de (auto)-ganancia y eficiencia. La teoría de la elección racional, aunque cada vez más colonizada por los economistas, difiere de las concepciones microeconómicas.  Sin embargo, la teoría de la elección racional puede ser similar a los argumentos microeconómicos. La elección racional supone que los individuos son egoístas e hiperracionales, aunque los teóricos mitigan estos supuestos añadiendo variables a sus modelos.
2. Acciones tradicionales: acciones que se llevan a cabo por tradición, porque siempre se realizan de una manera determinada para ciertas situaciones. Un ejemplo sería ponerse la ropa o descansar los domingos. Algunas acciones tradicionales pueden convertirse en un artefacto cultural Lo tradicional se divide en dos subgrupos: las costumbres y los hábitos.  Una costumbre es una práctica que descansa en la familiaridad.  Se perpetúa continuamente y está arraigada en una cultura.  Las costumbres suelen durar generaciones. Un hábito es una serie de pasos aprendidos gradualmente y a veces sin conciencia.  Como dice el viejo tópico, "los viejos hábitos son difíciles de romper" y los nuevos son difíciles de formar.
3. Los modelos de acción social ayudan a explicar los resultados sociales gracias a ideas sociológicas básicas como la del "yo mirón". La idea del looking glass self de Cooley es que nuestro sentido del yo se desarrolla a medida que observamos y reflexionamos sobre los demás y lo que pueden pensar de nuestras acciones. Además, los procesos de formación de impresiones nos permiten interpretar el significado de las acciones de los demás.
4. Modelo de acciones e instituciones sociales: Una 'institución' consiste en roles y entornos especializados que están vinculados entre sí semánticamente,[5] con el complejo típicamente dedicado a servir alguna función dentro de la sociedad.

En la jerarquía sociológica, la acción social es más avanzada que el comportamiento, la acción y el comportamiento social, y a su vez es seguida por la contacto social más avanzada, la interacción social y la relación social. 